# Phyllergates
Phyllergates är ett fågelsläkte i familjen cettior inom ordningen tättingar med två arter som förekommer från nordöstra Indien till Sulawesi och Filippinerna:
- Bergcettia (P. cuculatus)
- Mindanaocettia (P. heterolaeumus)

Tidigare betraktades de helt okontroversiellt vara nära släkt med skräddarfåglar i släktet Orthotomus i familjen cistikolor, men genetiska studier visar förvånande nog att de snarare är cettior.